# Dorygnathus
Dorygnathus (del grec; δορυ (dory), «llança» + γναθος (gnathos), «mandíbula» ; «mandíbula amb forma de llança») va ser un gènere de pterosaure que va viure a Europa durant el període del Juràssic inferior (fa uns 180 milions d'anys) quan el mar era poc profund i va inundar gran part del continent.
Tenia una envergadura alar d'1,5 metres, i un estern triangular relativament petit on s'uneixen els músculs de vol. El seu crani era llarg i tenia una gran conca ocular. Uns grans ullals corbats, que «s'entrellaçaven» quan es tancaven les mandíbules, apareixien de manera destacada a la part frontal del musell, mentre que les dents més petites i rectes folraven la part posterior. Tenia més d'un tipus de dent (una condició anomenada heterodòncia, que és rara entre els rèptils moderns però molt comuna entre els pterosaures primitius). La dentició heterodòntica del Dorygnathus és conseqüent amb una dieta piscívora. El cinquè dit de les parts posteriors del Dorygnathus era inusualment llarg i estava orientat al costat. La seva funció no és certa, però el dit del peu pot haver donat suport a una membrana com la que recolzava els seus dits alars i pteroides.
Dorygnathus estava relacionat amb el pterosaure del Juràssic tardà Rhamphorhynchus (segons David Unwin)', i era un contemporani del Campylognathoides (segons Holzmaden i Ohmdende).

## Descripció
Dorygnathus tenia la constitució general d'un pterosaure basal (és a dir, un pterosaure no-pterodactiloide): un coll curt, una cua llarga i metacarpians curts (encara que per ser un pterosaure basal, el coll i metacarpians del Dorygnathus són relativament llargs). El crani és llarg i agusat. El major crani conegut, el de l'espècimen MBR 1920.16 preparat per Bernard Hauff el 1915 i eventualment adquirit pel Museu d'Història Natural de Berlín, té una longitud de 16 centímetres. En el crani, la major obertura era la formada per la conca ocular, més gran que la finestra antorbitària, clarament separada per septe nasal. No es troba cap cresta òssia a la recta part superior del crani i ni al musell. La mandíbula inferior és prima, però a la part posterior es torna més alta cap al front, on es fusionen les dues meitats en la símfisi que acaba en una punta desdentada que li dona el seu nom al gènere. L'espècimen MBR 1920.16 té la mandíbula completa, té una longitud de 147 mm.
A la mandíbula inferior, els tres primers parells de dents són molt llargs, esmolats i apuntant cap a fora i cap endavant. Aquests contrasten amb una fila de vuit o més dents més petites i rectes que disminueixen la seva mida gradualment cap a la part posterior de les mandíbules. No existeix aquest contrast extrem a la mandíbula superior, però el quart dent a la premaxil·la és més llarg que el setè en el maxil·lar que es torna més petit posteriorment. El nombre total de dents és de almenys 44. Les dents llargues de la zona frontal de les dues mandíbules s'entrellaçaven quan es tancava la boca; a causa de la seva gran longitud es projectaven més enllà de les vores superiors i inferiors del cap.
Segons Kevin Padian, les vèrtebres presents en aquest gènere són 8 cervicals, 14 dorsals, 3 o 4 sacres, i 27 o 28 caudals. L'excepcional quarta sacral és la primera de la sèrie de caudals normal. El nombre de caudals és incert a causa que els seus límits estan ocults per llargues extensions de filaments que feien rígida a la cua. Les vèrtebres cervicals són llargues i de constitució robusta, amb una superfície superior que era de forma més o menys quadrada en tall transversal, i a més tenien primes costelles cervicals de doble cap. Les vèrtebres dorsals són més arrodonides, amb espines aplanades; les primeres tres o quatre es connectaven a les costelles de l'estern; les costelles més posteriors es connectaven amb el gastralium. Les primeres cinc o sis vèrtebres caudals curtes formaven la base flexible de la cua. Cap a la part posterior, les caudals es tornaven més llargues i quedaven sense mobilitat per extensions òssies entrellaçades amb una longitud de més de cinc de les vèrtebres, les quals envoltaven a les caudals amb una xarxa òssia, la qual cosa permetia a la cua exercir la funció de timó.
L'estern és triangular i relativament petit; Padian ha suggerit que podia estendre's cap enrere amb un teixit cartilaginós. Es connectava al coracoide, el qual en els individus de més edat estava fusionat a l'allargada escàpula formant una articulació de l'espatlla en forma de cadira de muntar. L'húmer té una cresta triangular deltopectoral i està neumatizada. La part inferior del braç és 60% més llarg que la part superior. A partir dels cinc ossos carpals, al canell, s'estenia un curt però robust os anomenat pteroide que apuntava cap al coll, i que en l'animal viu donaria suport a una membrana de vol, el propatagi. Els tres primers metacarpians estan connectats a tres petits dits, equipats amb urpes curtes i molt corbades; el quart, per la seva banda, es connectava al dit alar, en el qual la segona o tercera falange és la més llarga; la primera o quarta és la més curta. El dit alar serveix de suport per a la membrana principal de vol.
La pelvis, ili, isqui i el pubis estan fusionats. L'ili és allargat i amb una longitud equivalent a sis vèrtebres. La part inferior de la pota, en la qual els dos terços inferiors de la tíbia i la fíbula dels espècimens adults es troben fusionats, és un terç més curta que el fèmur, i el seu cap del té un angle de 45 ° respecte al seu eix. Els tarsos proximals no estan fusionats en un astragalocalcàni separat; posseeixen per contra un tibiotars. El tercer metatarsià és el més llarg; el cinquè està connectat a un dit del peu, del qual la segona falange mostra una curvatura de 45 ° i té un extrem ample i rom; potser servia de suport a una membrana entre les potes, el cruropatagi.

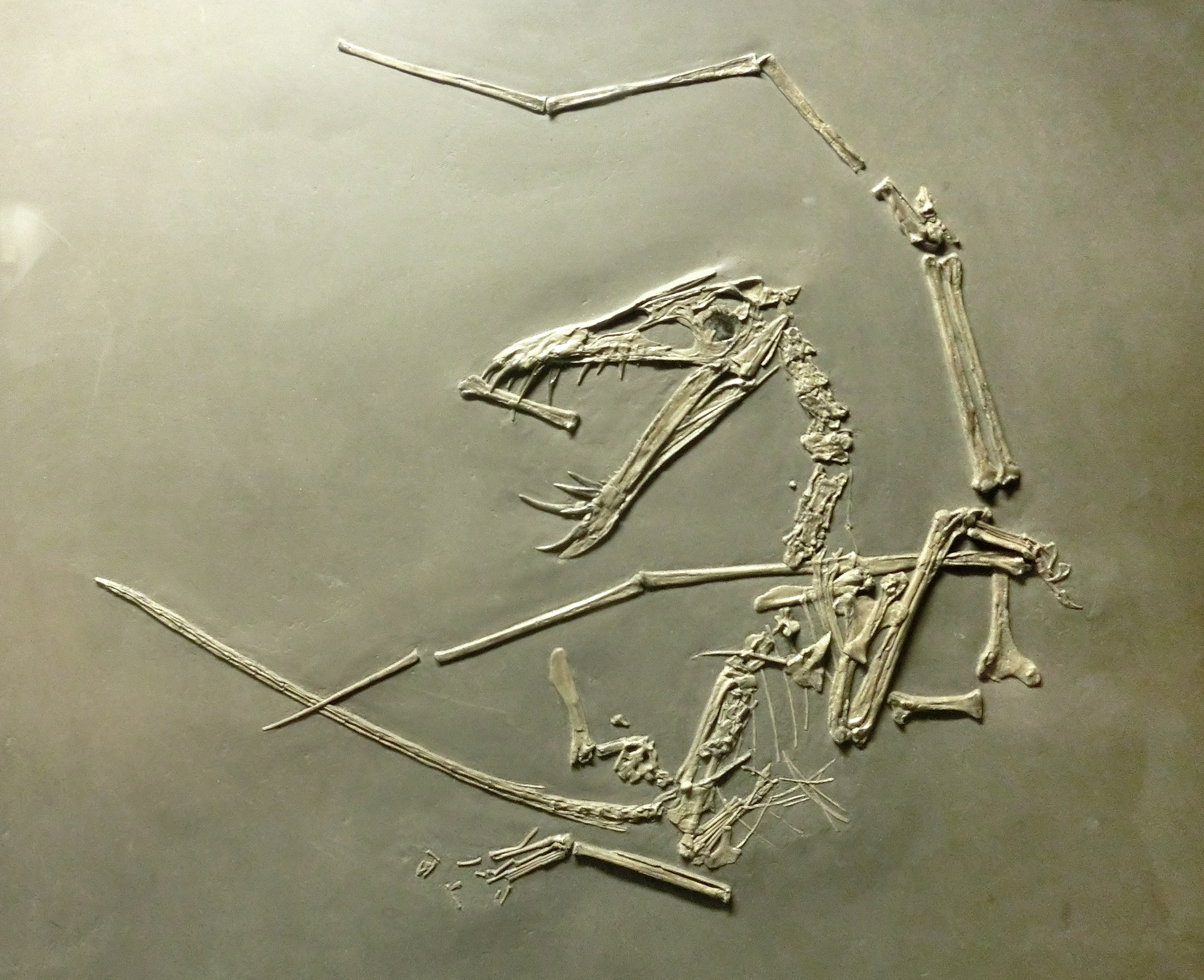
Fòssil UUPM R 156 d'un Dorygnathus banthensis. Museu d'Història Natural de Göteborg
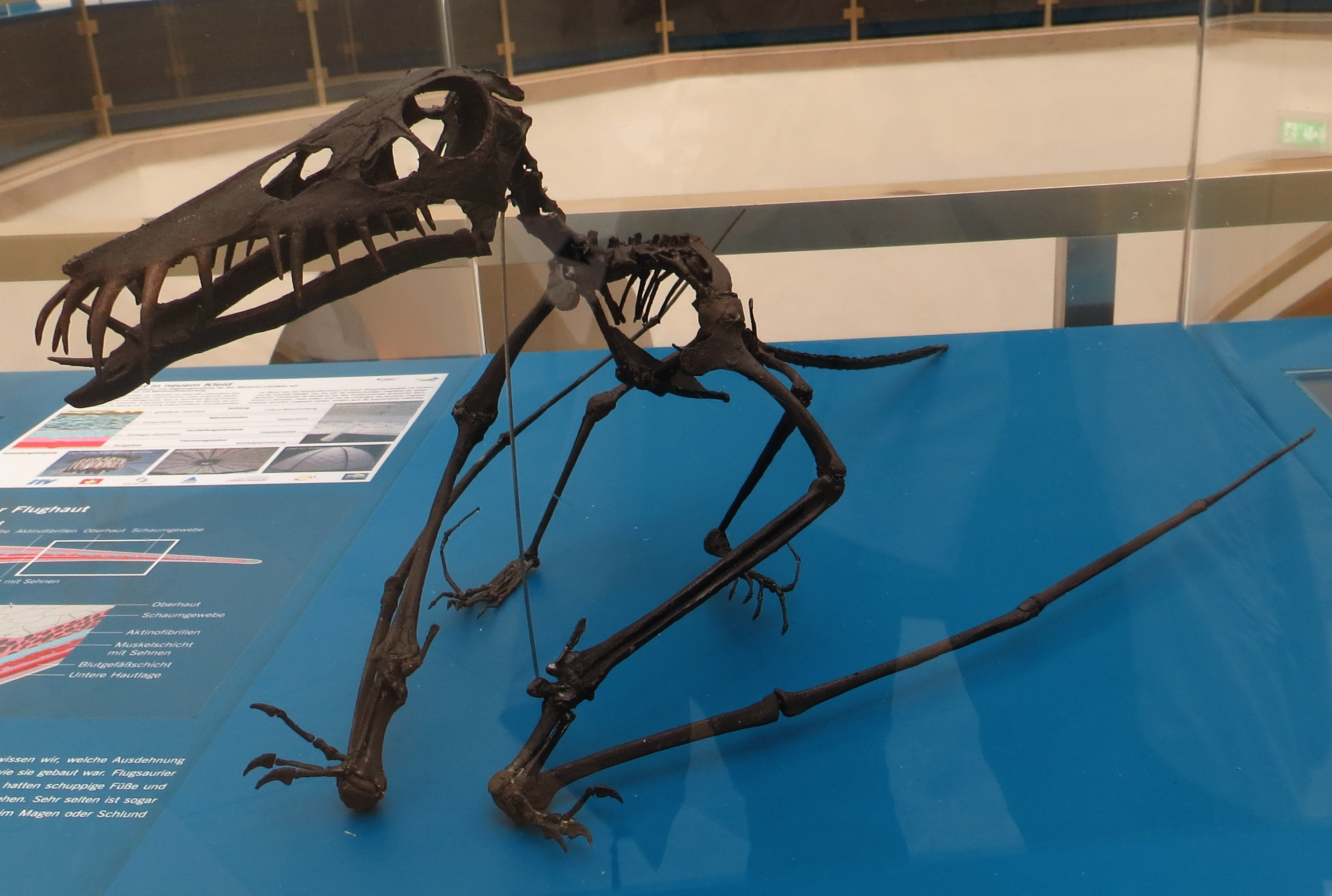
Recreació d'un esquelet d'un Dorygnathus banthensis. Museu d'Història Natural de Karlsruhe
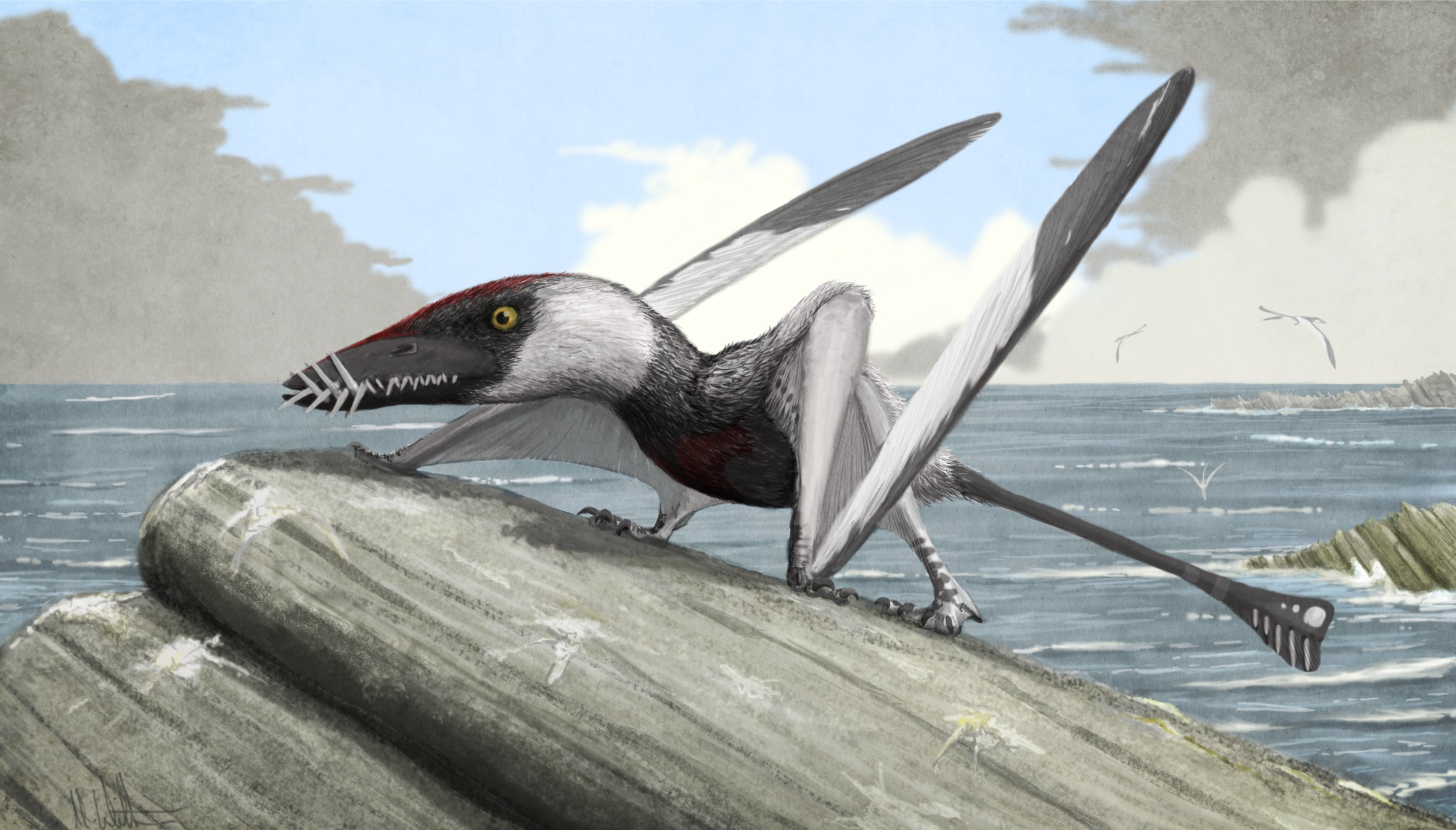
Recreació d'un Dorygnathus

S'han preservat en alguns espècimens parts toves, però aquestes són rares i limitades, de manera que proveeixen poca informació sobre la seva naturalesa. Es desconeix si la cua posseïa una estructura en forma de diamant en el seu final, com passa en el Rhamphorhynchus. No obstant això, Ferdinand Broili informa la presència de pelatge a l'espècimen BSP 1938 I 49,15, una indicació que Dorygnathus també tenia pèl i un elevat metabolisme, com es creu que era propi dels pterosaures.

## Història del seu descobriment
Les primeres restes de Dorygnathus (ossos aïllats i fragments de mandíbules trobats a Schwarzjura i al Shale de Posidònia que daten del Toarcià), van ser descoberts prop de Banz (Alemanya), i van ser descrites el 1830 per Carl Theodori amb el nom específic Ornithocephalus banthensis, referint-se el nom de l'espècie a Banz. L'holotip, una mandíbula inferior, és el fòssil PSB 757.
Els fòssils van ser estudiats per Christian Erich Hermann von Meyer el 1831 i de nou per Theodori el 1852, quan ell els va referir al gènere Rhamphorhynchus. En aquest període es va assumir que tenia una propera afinitat amb un pterosaure descobert a Gran Bretanya, més tard anomenat Dimorphodon. Alguns fòssils van ser enviats a un professor de paleontologia de Múnic anomenat Johann Andreas Wagner. Va ser aquí que ell, havent estudiat noves troballes realitzades per Alfred Oppel el 1856 i 1858, i després que Richard Owen l'hagués anomenat Dimorphodon, va concloure que l'espècimen alemany era clarament diferent i que, per tant, requeria d'un nou nom de gènere, el qual ell formalment va denominar Dorygnathus el 1860 (del grec; dory, «llança» + gnathos, «mandíbula»).
Des de llavors s'han trobat restes molt més complets en altres localitats alemanyes, sobretot en Württemberg, incloent Holzmaden, Ohmden i Zell. Es va trobar un espècimen, SMN 81840, a Nancy (França) el 1978. Els fòssils de Dorygnathus van ser freqüentment trobats en piles de runa, on es llençaven les roques inservibles de les pedreres de pissara que eren explotades per grangers locals. La major part dels fòssils van ser trobats en dos períodes principals, el primer durant la dècada del 1920 i el segon en la dècada del 1980. Des de llavors, la freqüència de troballes ha disminuït considerablement a causa que la demanda de pissarra ha disminuït fortament i s'han tancat moltes pedreres petites. Fins ara es coneixen prop de cinquanta espècimens, molts d'ells preservats en la col·lecció del Museu Estatal d'Història Natural de Stuttgart i, per llei, les troballes paleontològiques a Baden-Württemberg són propietat d'aquest Bundesland.
A causa de l'excel·lent preservació de les últimes troballes fòssils, Dorygnathus ha generat un considerable interès per als experts en pterosaures, destacant-se els importants estudis dedicats a aquesta espècie realitzats per Felix Plieninger, Gustav von Arthaber, i més recentment Kevin Padian.

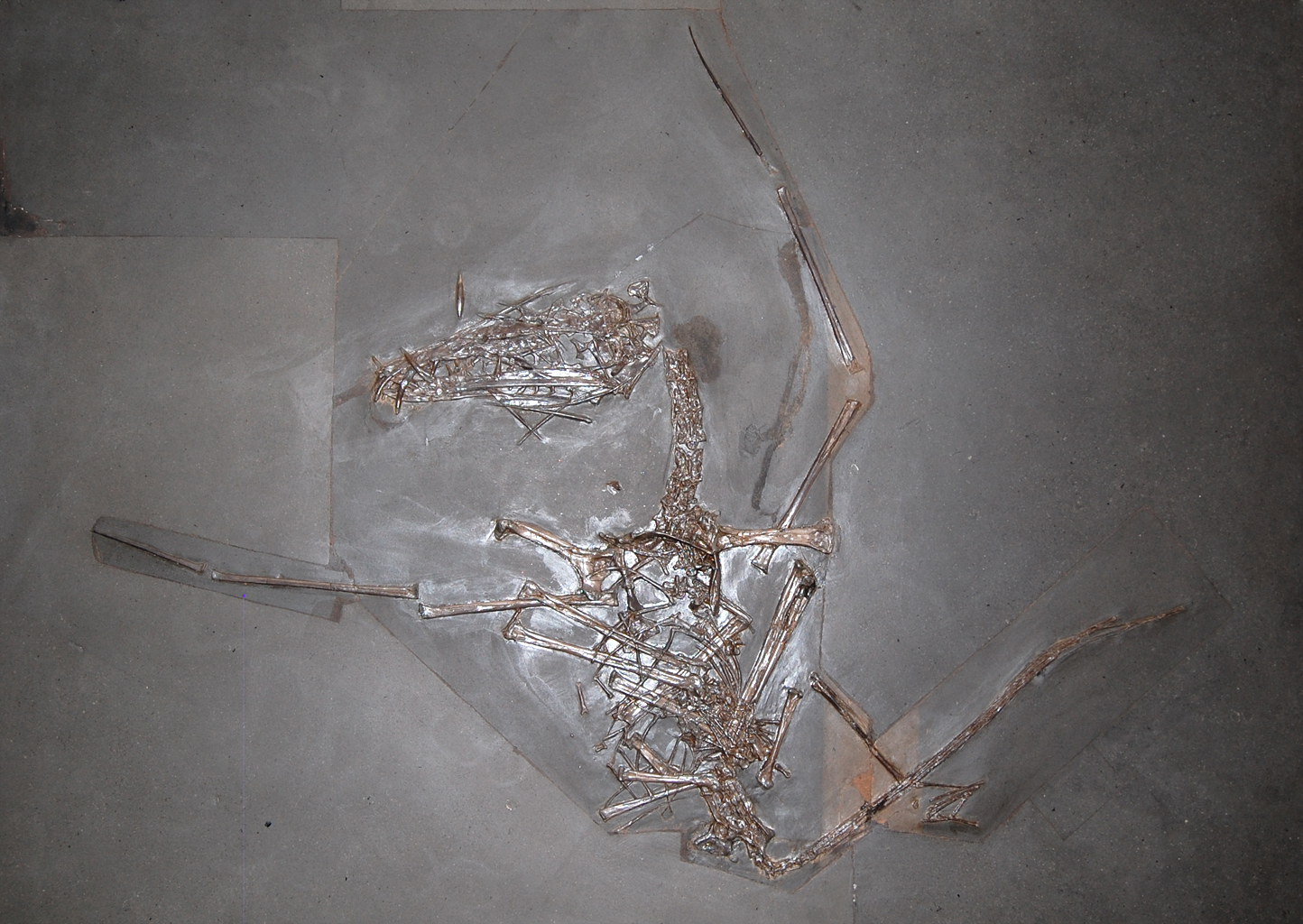
Espècimen Exemplar de Viena. Museu d'Història Natural de Viena
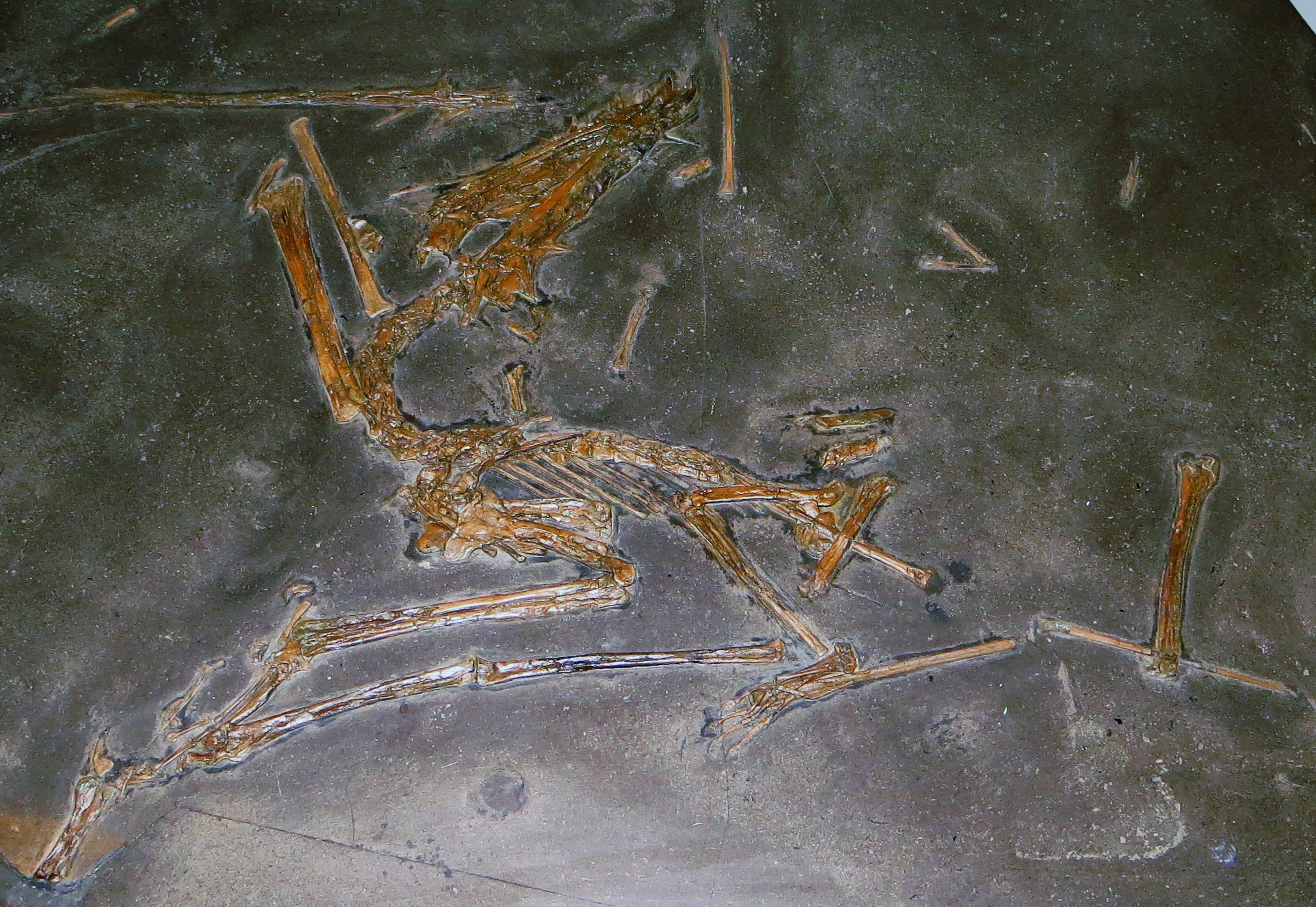
Espècimen GPIT 1645/1. Museu de Paleontologia de Tuebingen

El 1971, Rupert Wild va descriure i anomenar una segona espècie en el gènere: Dorygnathus mistelgauensis, basada en un espècimen trobat pel professor H. Herppich prop de l'estació de tren de Mistelgau (a la qual al·ludeix el nom de l'espècie), qui el va donar a la col·lecció privada de Günther Eicken, un paleontòleg aficionat de Bayreuth, on encara es troba. Com a resultat, l'exemplar no té un nombre oficial d'inventari. El fòssil està format per un omòplat i una ala, una part d'una potal una costella i una vèrtebra caudal. Wild va justificar la creació d'una nova espècie per la seva major grandària, amb una envergadura que seria prop d'un 50% més gran que en l'espècimen tipus de Dorygnathus; la part inferior de la pota és més curta i l'ala més llarga.
Kevin Padian va assenyalar el 2008 que l'espècimen de D. banthensis MBR 1977.21, el major fins llavors conegut, té una envergadura de 169 centímetres, una mida més gran; que les proporcions de l'ala i de la part inferior de la pota són molt variables en D. banthensis, i que l'edat geològica és comparable. Per tant, ell va concloure que D. mistelgauensis és un sinònim més modern subjectiu de D. banthensis.

## Filogènia

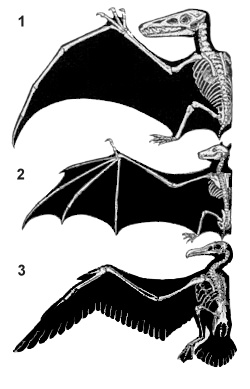
Diagrama d'ossos homòlegs i adaptacions de vol: 1 Pterodàctil (Pterosauria), 2 Ratpenat (Chiroptera), 3 Aus (Aves)

L'afinitat entre Dorygnathus i Dimorphodon, assumida pels primers investigadors, estava basada principalment en la semblança superficial de la forma de les dents. El 1928, el Baró Franz Nopcsa va assignar a tots dos gèneres a la subfamília Rhamphorhynchinae, la qual cosa va ser confirmat per Peter Wellnhofer el 1978. Els moderns i més precisos anàlisi cladístics de les relacions de Dorygnathus no han obtingut un consens. El 2003, David Unwin va trobar que pertanyia al clade Rhamphorhynchinae, però les anàlisis d'Alexander Kellner van resultar en una posició molt més basal, inferior a la del Dimorphodon o del peteinosaure. Padian, usant el mètode comparatiu el 2008, va concloure que Dorygnathus era proper al Scaphognathus i al Rhamphorhynchus en l'arbre filogenètic, però també que aquestes espècies formaven una sèrie de divergències successives, el que significa que no podrien ser unides en un clade separat. Això va ser contradit de nou pels resultats d'un estudi cladístic realitzat per Brian Andres el 2010, mostrant que Dorygnathus era part d'un Rhamphorhynchinae monofilétic.

El següent cladograma mostra la posició del Dorygnathus segons Brian Andres:
|  | Rhamphorhynchus |
|  |                 |
|  | Cacibupteryx    |
|  |                 |

|         | Harpactognathus                                                    |
|         |                                                                    |
| unnamed | \| \| Angustinaripterus \| \| \| \| \| \| Sericipterus \| \| \| \| |
|         | \| \| Angustinaripterus \| \| \| \| \| \| Sericipterus \| \| \| \| |
|         | Angustinaripterus                                                  |
|         |                                                                    |
|         | Sericipterus                                                       |
|         |                                                                    |

|  | Angustinaripterus |
|  |                   |
|  | Sericipterus      |
|  |                   |

|  | Rhamphorhynchus |
|  |                 |
|  | Cacibupteryx    |
|  |                 |

|         | Harpactognathus                                                    |
|         |                                                                    |
| unnamed | \| \| Angustinaripterus \| \| \| \| \| \| Sericipterus \| \| \| \| |
|         | \| \| Angustinaripterus \| \| \| \| \| \| Sericipterus \| \| \| \| |
|         | Angustinaripterus                                                  |
|         |                                                                    |
|         | Sericipterus                                                       |
|         |                                                                    |

|  | Angustinaripterus |
|  |                   |
|  | Sericipterus      |
|  |                   |

|  | Rhamphorhynchus |
|  |                 |
|  | Cacibupteryx    |
|  |                 |

|         | Harpactognathus                                                    |
|         |                                                                    |
| unnamed | \| \| Angustinaripterus \| \| \| \| \| \| Sericipterus \| \| \| \| |
|         | \| \| Angustinaripterus \| \| \| \| \| \| Sericipterus \| \| \| \| |
|         | Angustinaripterus                                                  |
|         |                                                                    |
|         | Sericipterus                                                       |
|         |                                                                    |

|  | Angustinaripterus |
|  |                   |
|  | Sericipterus      |
|  |                   |

|  | Rhamphorhynchus |
|  |                 |
|  | Cacibupteryx    |
|  |                 |

|         | Harpactognathus                                                    |
|         |                                                                    |
| unnamed | \| \| Angustinaripterus \| \| \| \| \| \| Sericipterus \| \| \| \| |
|         | \| \| Angustinaripterus \| \| \| \| \| \| Sericipterus \| \| \| \| |
|         | Angustinaripterus                                                  |
|         |                                                                    |
|         | Sericipterus                                                       |
|         |                                                                    |

|  | Angustinaripterus |
|  |                   |
|  | Sericipterus      |
|  |                   |

## Paleobiologia
Dorygnathus és en general considerat com un piscívor, alimentant-se de peixos i altres criatures marines relliscoses amb els seus llargs dents. Això es confirma pel fet que els seus fòssils s'han trobat en sediments marins, dipositats en els mars de l'antic arxipèlag europeu. En aquests coexistia amb un altre pterosaure, el Campylognathoides, el qual era molt més rar. No es coneixen exemplars molt joves de Dorygnathus; l'espècimen de menor grandària descobert té una envergadura de 60 centímetres; potser les cries eren incapaces d'aventurar-se lluny, a la mar oberta. Kevin Padian va concloure que el Dorygnathus experimentava un creixement relativament ràpid durant els seus primers anys, més ràpid que el qualsevol rèptil modern de la mateixa mida, per després créixer lentament després d'haver arribat a la maduresa sexual, resultant ser uns individus excepcionalment grans que arribaven als 1,7 metres de envergadura.
En terra, el Dorygnathus era probablement un mal escalador; les seves urpes no mostren adaptacions especials per a aquest tipus de locomoció. Segons Padian, el Dorygnathus, sent un pterosaure relativament petit amb una cua llarga, era molt capaç d'una locomoció bípeda, encara que els seus llargs metacarpians ho l'haguessin fet el millor equipat per a una marxa quadrúpeda com la majoria dels pterosaures basals. La majoria dels investigadors de pterosaures concorden que tots els pterosaures eren quadrúpedes.